# 大為國
大為國（韩语：／）是高麗中期起事领袖妙清于1135年建立的政权。
1126年，因为李资谦之乱，高丽王宫起火。金安、文公仁推荐给高丽仁宗的佛教和尚妙清，晓知风水，向仁宗建议迁都西京平壤。由于金富轼等开京文官的反对，没有成功。1135年，妙清与柳旵、分司侍郎趙匡、司宰小卿趙昌言、安仲榮等在西京叛乱，国号“大為國”，年号天开，自称天遣忠义军，据守岊嶺。金富轼率军取得安州，包围西京，妙清被赵匡所杀。次年二月，攻克西京，叛乱平定。